# Рожанский сельсовет
Рожанский сельсовет — упразднённая административная единица на территории Солигорского района Минской области Республики Беларусь. Был образован 28 февраля 1964 года в составе Любанского района, 6 января 1965 года включен в Солигорский район.  С 1 апреля 2010 года населенные пункты входят в Краснослободский сельсовет.

## Состав
Рожанский сельсовет включал 4 населённых пункта:
- Боровая — деревня.
- Большой Рожан — деревня.
- Добрая Лука — деревня.
- Новый Рожан — деревня.